# Makoto Raiku
 (février 2015).
Si vous disposez d'ouvrages ou d'articles de référence ou si vous connaissez des sites web de qualité traitant du thème abordé ici, merci de compléter l'article en donnant les références utiles à sa vérifiabilité et en les liant à la section « Notes et références ».
Makoto Raiku (雷句 誠, Raiku Makoto) est un mangaka japonais né le 23 août 1974 dans la préfecture de Gifu.

## Biographie
Makoto Raiku débute avec l'histoire courte Birdman en 1991, il avait à cette époque 17 ans.
Après ces débuts, il travaille comme assistant pour Kazuhiro Fujita sur Ushio and Tora, l'histoire d'un garçon faisant équipe avec un monstre pour lutter contre les vrais démons. Puis il écrit un certain nombre de one-shot sur différentes histoires comme Genmai Blade, qui est en fait un recueil d'histoires courtes qui lui vaut une certaine reconnaissance et lui permet de créer sa première série : New Town Heroes, qui est publiée de 1999 à 2000. L'année suivante, en janvier, il se lance dans le projet Zatchbell (Konjiki No Gash!!) qui est récompensé en 2003 par le prix Shōgakukan dans la catégorie Shōnen.

## Œuvre
- Birdman
- Newtown Heroes (ニュータウン・ヒーローズ, Nyūtaun Hīrōzu?)
- Genmai Blade (玄米ブレード, Genmai Burēdo?)
- Zatchbell (金色のガッシュ!!, Konjiki no Gasshu!!?)
- Grief Warrior Hero Ba-Ban (哀愁戦士ヒーローババーン, Aishū Senshi Hīrō Babān?)
- Aosora (アオソラ?)
- Class Room (クラスルーム?)
- Oyaju Rider (おやじゅ～ライダー?)
- Animal Kingdom (どうぶつの国, Dōbutsu no Kuni?)[2]